# Lípa republiky (Klementinum)
Lípa republiky v Klementinu je významný strom, který roste v Praze 1 na druhém nádvoří Klementina proti vchodu z Karlovy ulice.

## Popis
Lípa roste na rohové zatravněné ploše, kde ji ze severu chrání Astronomická věž. Obvod kmene má 116 cm, výška není uvedena (r. 2015). V databázi významných stromů Prahy je zapsaná od roku 2014.

## Historie
Lípa svobody byla vysazena 5. listopadu 1968 na památku 50. výročí vzniku Československé republiky. Slavnostně ji vysadil ředitel Státní knihovny ČSSR PhDr. Josef Vinárek společně s dalšími zaměstnanci knihovny. Realizaci výsadby projednávali na poradě vedení 24. října.